# بيلي أوبراين
بيلي أوبراين (بالإنجليزية: Billy O'Brien)‏ هو سياسي أمريكي، ولد في 20 أبريل 1929 في بارسونز في الولايات المتحدة، وتوفي في 9 نوفمبر 2012 في فرجينيا بيتش في الولايات المتحدة. حزبياً، نشط في الحزب الديمقراطي.